# گارد سلطنتی اسپانیا
گارد سلطنتی اسپانیا (اسپانیایی: Guardia Real‎) یگان پیاده‌نظام زیرمجموعه نیروهای مسلح اسپانیا است، که در سال ۱۵۰۴ تأسیس شد و وظیفه آن حفاظت از پادشاه اسپانیا و اعضای خانواده سلطنتی می‌باشد.
گارد سلطنتی اسپانیا یک هنگ مستقل از نیروهای مسلح اسپانیا است که به حفاظت از پادشاه اسپانیا و اعضای خانواده سلطنتی اسپانیا اختصاص دارد. این یگان در حال حاضر از ۱۵۰۰ سرباز تشکیل شده است. در حالی که گارد در رژه‌ها و سایر رویدادهای تشریفاتی شرکت می‌کند، یک واحد رزمی کاملاً کاربردی است. اعضای آن از رده‌های هر سه شاخه نیروهای مسلح اسپانیا استخدام می‌شوند و همان آموزش‌های رزمی سربازان عادی را دریافت می‌کنند.
گارد سلطنتی از واحدهای متنوعی تشکیل شده است: یک گروهان پیاده‌نظام تفنگداران دریایی از نیروی دریایی اسپانیا، یک گروهان چترباز از نیروی هوایی اسپانیا و یک گروهان پیاده‌نظام از ارتش اسپانیا و سایر واحدها.